# Henrick de Keijserplein
Het Henrick de Keijserplein is een plein in Amsterdam-Zuid, De Pijp.

## Geschiedenis en ligging
Het plein kreeg per raadsbesluit van 13 oktober 1915 haar naam, een late vernoeming naar Hendrick de Keyser. De buurt eromheen was nog grotendeels leeg; de Henrick de Keijserstraat kreeg al in 1879 haar naam. Het plein maakt deel uit van het tweede Plan-Zuid van Hendrik Petrus Berlage, Berlage had hier een speeltuin geprojecteerd.
Allerlei straten vinden hun eind op het plein dat de vorm heeft van een ongelijkvormige vijfhoek. Vanuit het noordwesten komt de genoemde Henrick de Keijserstraat, vanuit het noordwesten de Pieter Aertszstraat en Tolstraat. In het zuiden schampt de Lutmastraat het plein en ligt (het) Coöperatiehof aan de Burgemeester Tellegenstraat.
Het gehele plein is in gebruik als speelplaats voor speeltuin Henrick De Keyser. 

## Gebouwen
Het plein kent huisnummers oplopend van 4 tot 54 (even) en 5 tot en met 47 (oneven), al missen hier en daar enkele huisnummers (gegevens 2019). De meeste gebouwen dateren uit de jaren tien en twintig van de 20e eeuw. Er is echter ook latere bouw te vinden; in De Pijp werden stukjes bebouwing gesloopt en vervangen door nieuwbouw. Het complex 13 tot en met 29 dateert uit 2004/2005. Het Coöperatiehof is ontworpen door Piet Kramer in de bouwstijl van de Amsterdamse School. Die stijl is ook terug te vinden in de eigen variant die Arend Jan Westerman toepaste voor huisnummers 3 en 5. De stijl is expliciet terug te vinden, al zij het in een landelijke variant daarvan, in twee verenigingsgebouwtjes (huisnummers 45 en 47 uit 1920) van de speeltuin; de ontwerpen daarvan zijn afkomstig van de Dienst der Publieke Werken (architect onbekend; men werkte als collectief). Het gebouwtje 47 kreeg in de 21e eeuw een veel modernere aanbouw. Een muziektent en elektriciteitshuisje uit dezelfde tijd, te zien op enkele foto’s, verdwenen in de loop der jaren. 
Een aantal gebouwen aan het plein (ook een deel van het hof) werden in de jaren nul van de 21e eeuw bekend als de Bakkerpanden, vernoemd naar onroerend-goedmakelaar G.W. Bakker, die met de panden speculeerde. De panden, waarin enkele krakers, werden in 2008 gekocht door Stadgenoot.

## Afbeeldingen

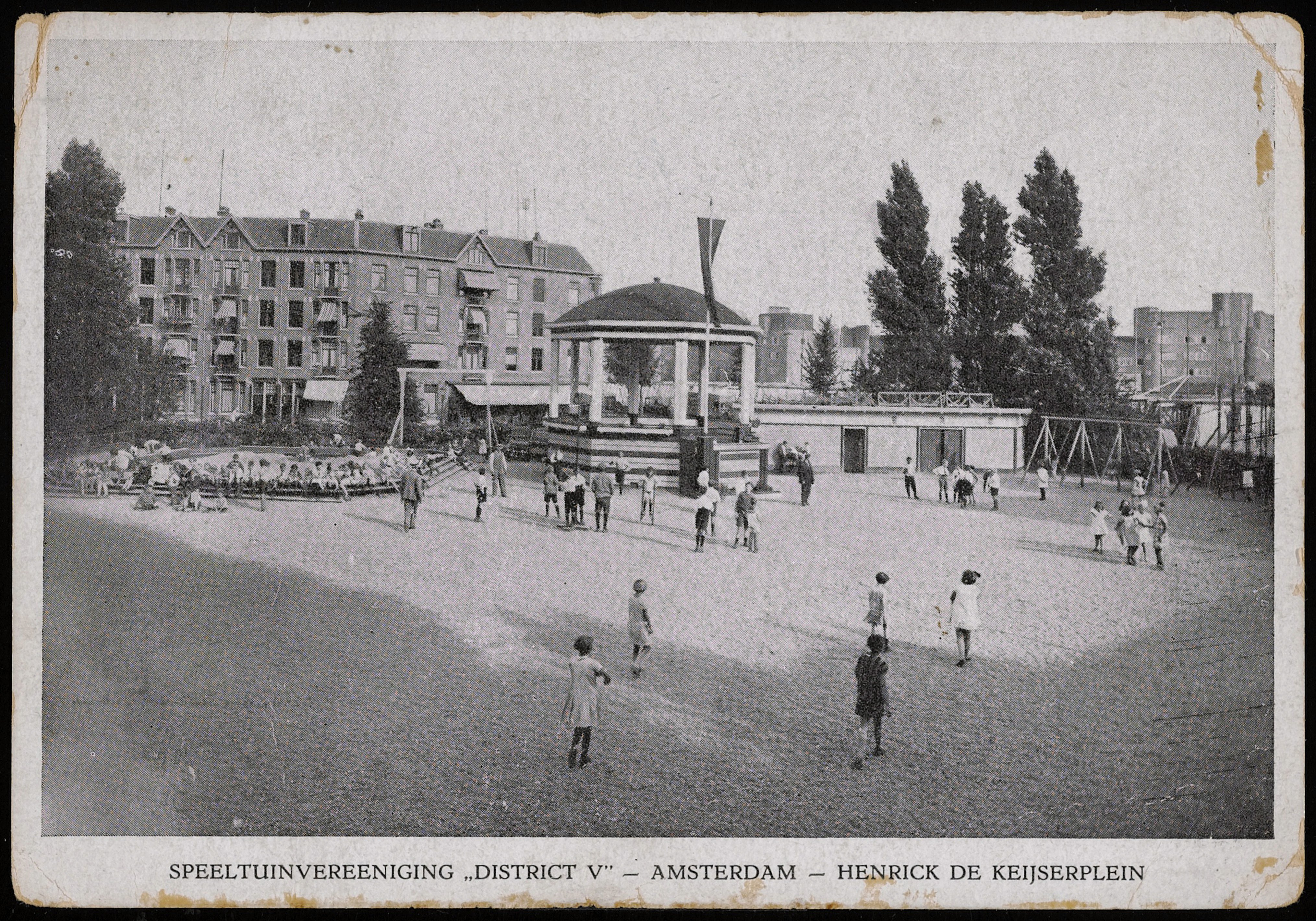
De muziektent, die verdween
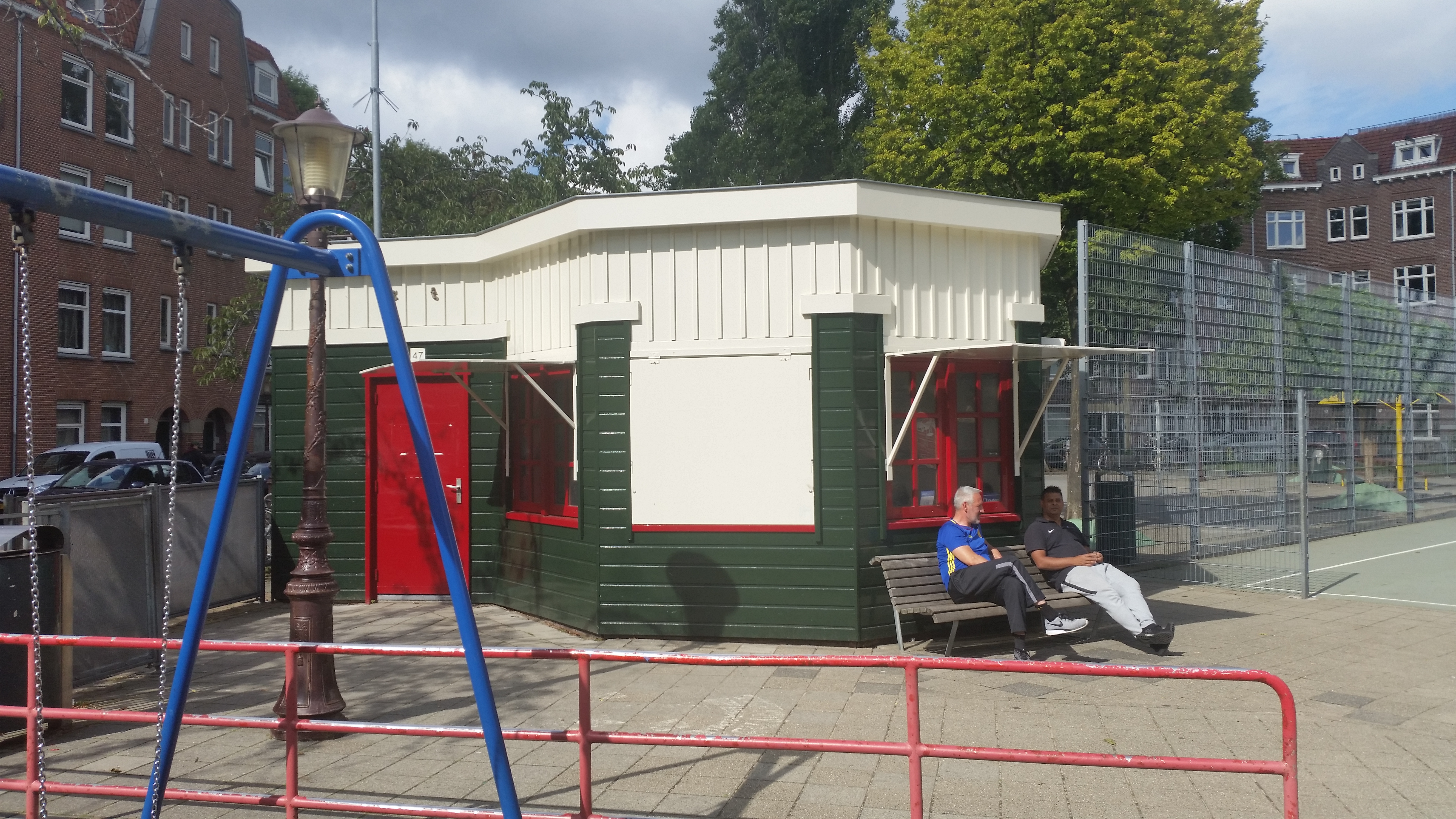
Speeltuinhuisje 45 (september 2019)
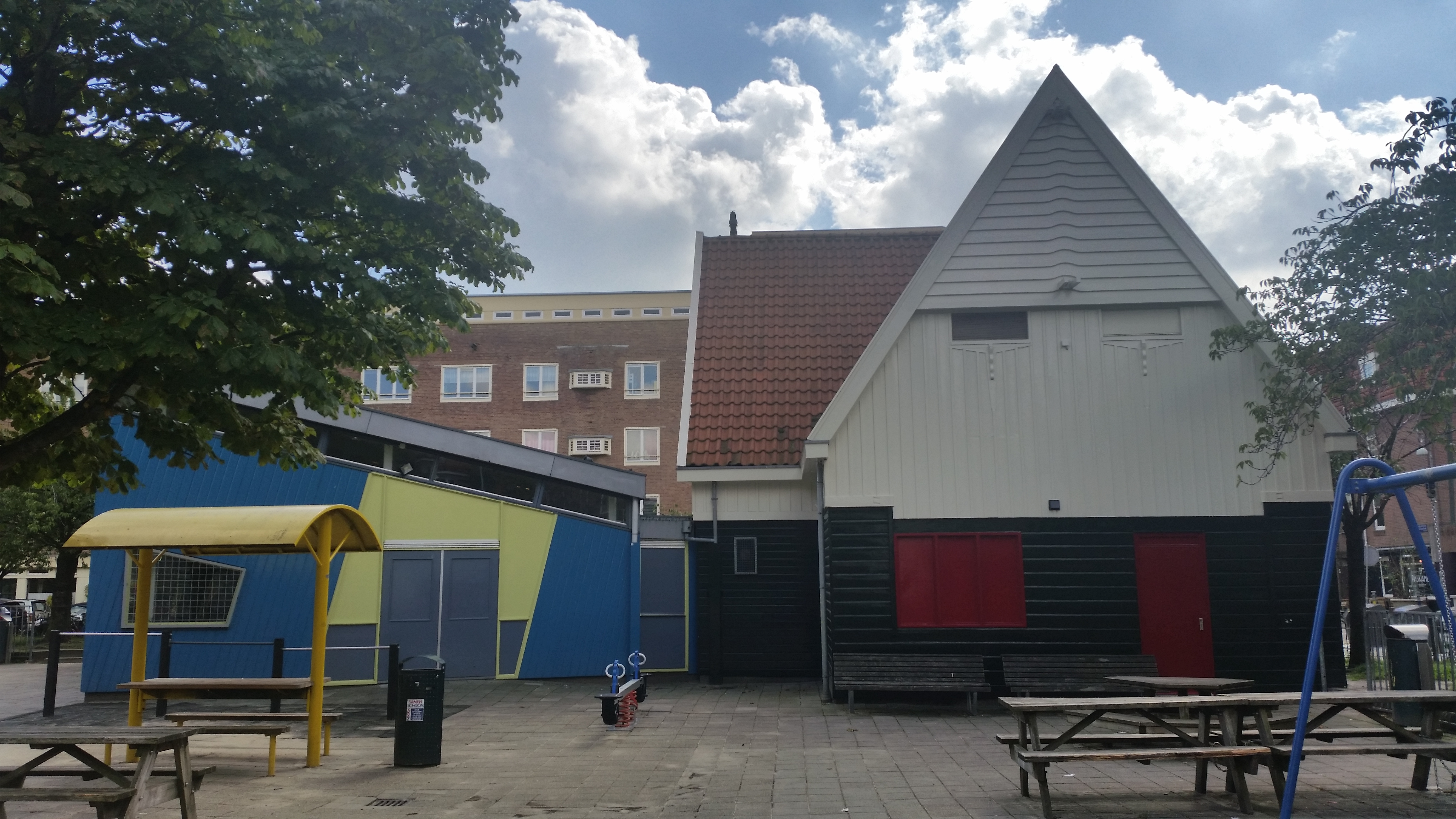
Speeltuinhuisje 47 (september 2019)
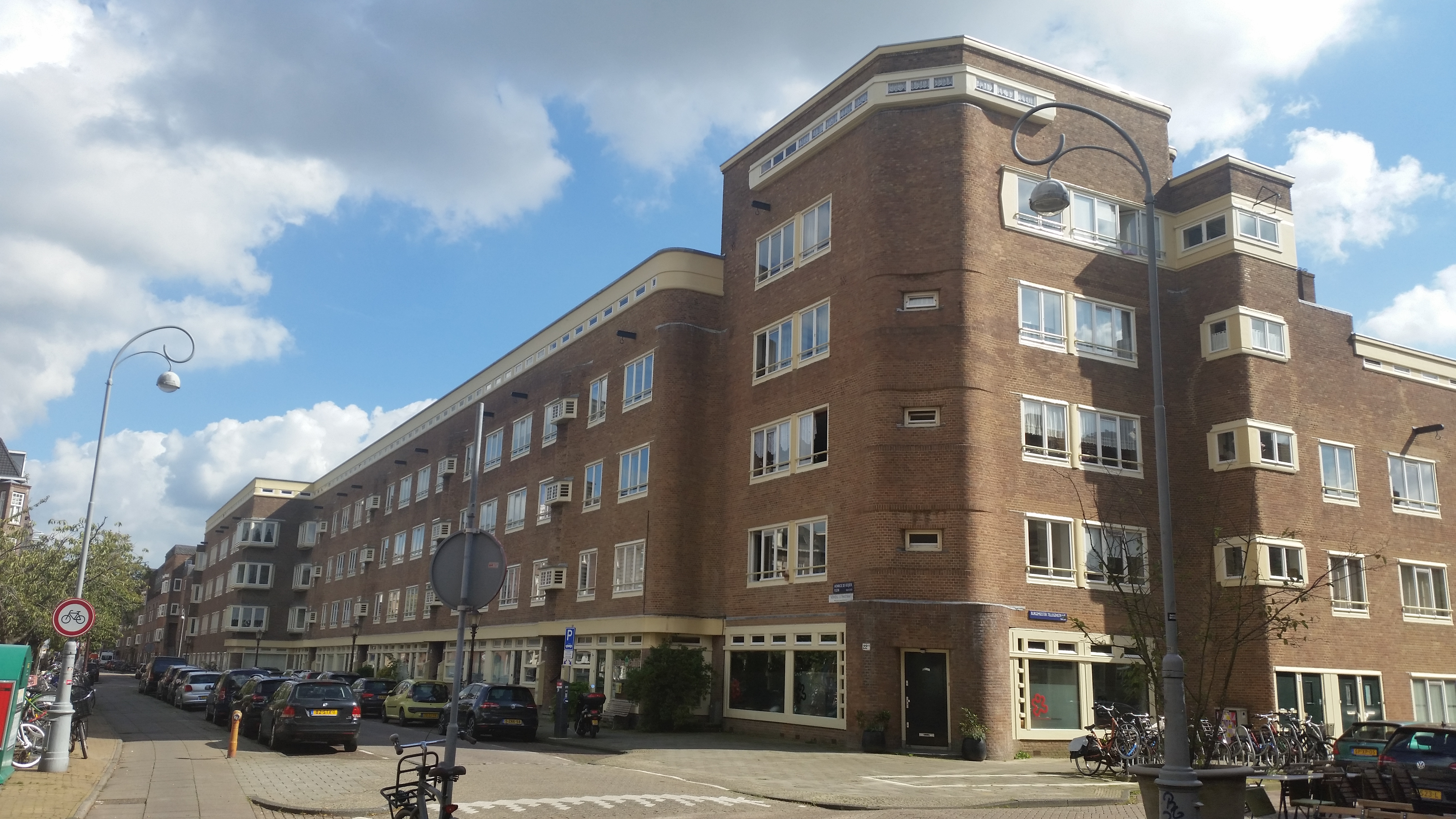
Coöperatiehof aan het plein (september 2019)
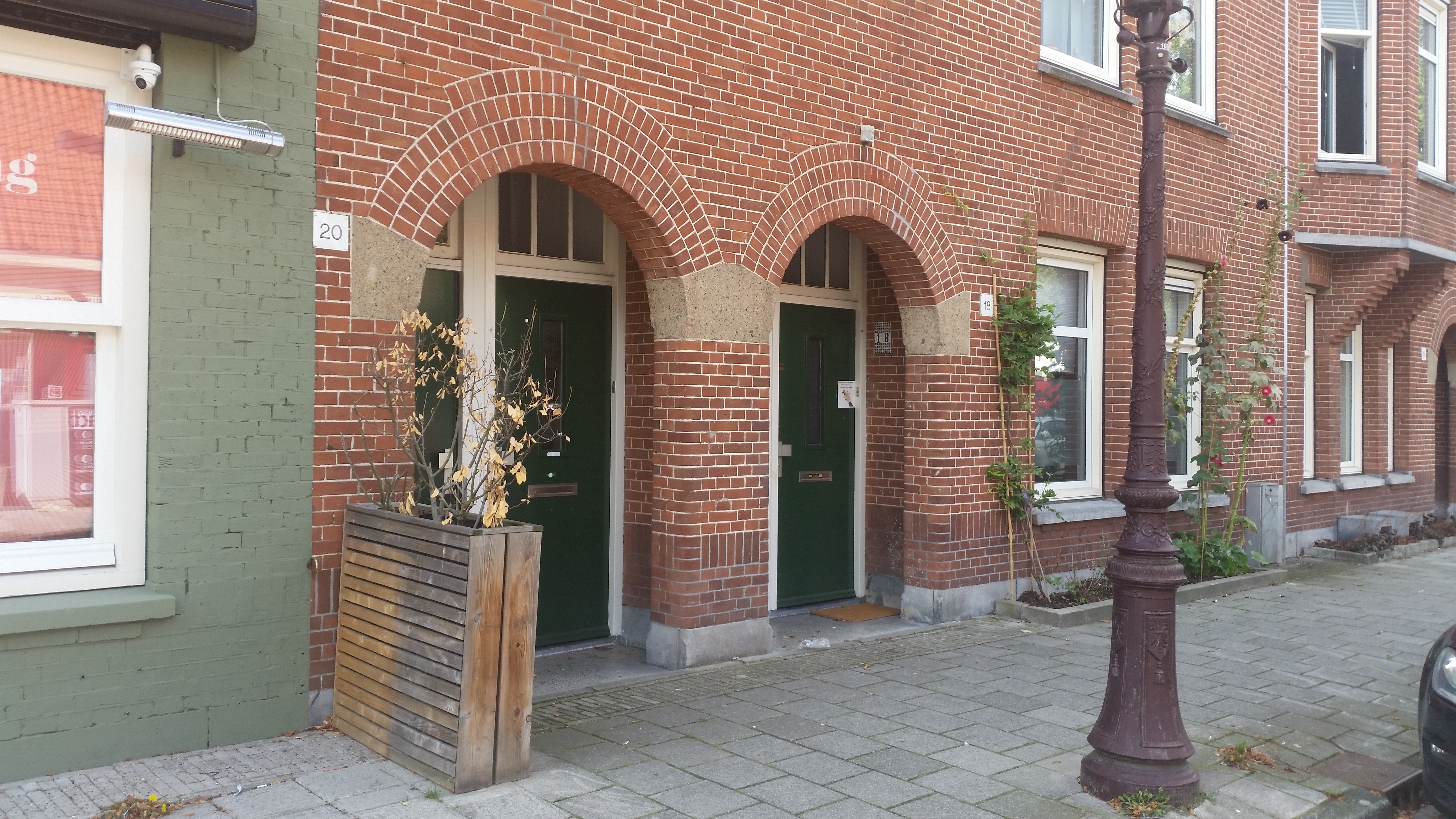
Portiek 18-20 (september 2019)